# 康营清真寺
40°01′59″N 116°32′21″E / 40.032949°N 116.539062°E
康营清真寺，位于北京市朝阳区孙河地区（孙河乡）康营家园，是一座伊斯兰教清真寺。

## 历史
康营清真寺始建于1980年代。康营清真寺所在的康营村是传统的回汉混居村，其中回族将近900人，超过全村人口三分之一。2010年，随着康营村全部拆迁改造为康营家园居住区，康营清真寺也迁址重建。新址位于康营家园居住区西南。2010年，孙河乡还完成回民公墓建设工程。康营清真寺是孙河乡回迁安置建设中，最具有民族特色的宗教建筑。
对部分回民群众反映康营清真寺部分设施功能性不强的问题，孙河乡党委、孙河乡政府专题讨论，随后联合孙河物业公司、田华建筑集团（施工方），于2014年3月4日到康营清真寺实地考察，并且向宗教代表提出改造方案。康营清真寺阿訇尹世增带领这批考察人员在康营清真寺各功能区进行改进说明，列举出搪瓷净水装置使用不便，水房面盆需要翻新，浴室推拉门需改造，厨房空间不足，洗尸房用水不便等问题。考察组还记录下教众礼拜中必要硬件的采购，如购买燃气灶、热水器、抽油烟机、学经用的课桌等。随后，康营清真寺室内装修工程施工方案确定，2014年3月8日改造工程开始，拟于2014年4月8日前后完工。

## 建筑
康营清真寺迁址重建后，总占地面积5222.4平方米。主要建筑为单层西式建筑，由礼拜大殿、辅助用房及大门组成合院，建筑东西是主入口，进门为合院的内院，内院西侧是礼拜大殿，可容纳400人同时礼拜。礼拜大殿西侧是后院，有为亡者举办追悼活动的礼堂及其他设施。清真寺东侧入口的南北两侧分别为接待办公用房，和主入口形成环抱式小广场，广场中央有喷水池及两座宣礼塔。